# Система коренів
Ця стаття описує систему коренів у математиці, для опису кореневої системи рослин дивіться — корінь.
У математиці система коренів (коренева система) — це конфігурація векторів в евклідовому просторі, що задовольняє певним геометричним властивостям. Ця концепція є фундаментальною в теорії груп Лі. З тих пір як групи Лі (і деякі інші аналоги, такі як алгебричні групи) протягом двадцятого століття з'явилися в багатьох розділах математики.
Більш того, класифікація систем коренів за схемами Динкіна зустрічається в розділах математики, не пов'язаних явно з групами Лі (наприклад, в теорії сингулярностей).

## Означення
Нехай {\displaystyle V} — скінченновимірний евклідів простір із звичайним скалярним добутком, позначеним як {\displaystyle (\cdot ,\;\cdot )}. Система корнів у {\displaystyle V} — це скінченна множина {\displaystyle \Phi } ненульових векторів (званих корнями), що задовільняють наступним властивостям.

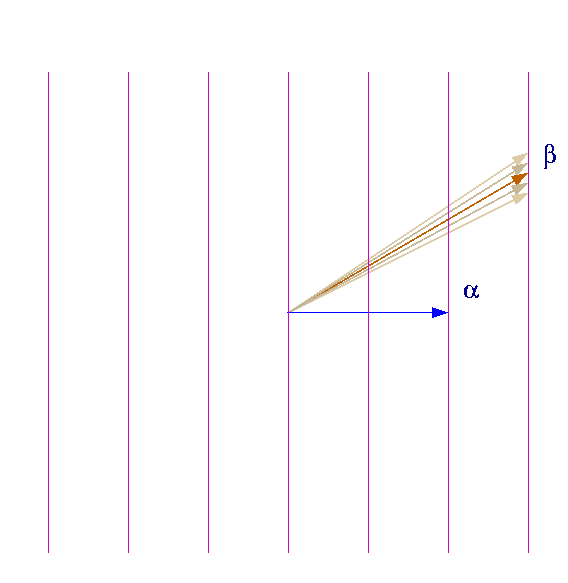
Цілістна умова для змушує лежати на одній з вертикальних прямих. Комбінація цієї умови з цілістною умовою для зводить можливі кути між и не більш ніж до двох, для кожної з вертикальних прямих.

1. {\displaystyle V} є лінійною оболонкою системи коренів.
2. Якщо два кореня {\displaystyle \alpha \in \Phi }, {\displaystyle \beta \in \Phi } є колінеарними векторами, то або вони збігаються, або {\displaystyle \beta =-\alpha }.
3. Для кожного кореня {\displaystyle \alpha \in \Phi } множина {\displaystyle \Phi } замкнута відносно віддзеркалення в гіперплощині, що перпендикулярна {\displaystyle \alpha }. Тобто для будь-яких двох коренів {\displaystyle \alpha } і {\displaystyle \beta }, множина {\displaystyle \Phi } містить віддзеркалення {\displaystyle \beta }
{\displaystyle \sigma _{\alpha }(\beta )=\beta -2{\frac {(\alpha ,\;\beta )}{(\alpha ,\;\alpha )}}\alpha \in \Phi .}
4. (Умова цілісності) Якщо {\displaystyle \alpha } і {\displaystyle \beta } є коренями у {\displaystyle \Phi }, тоді проєкція {\displaystyle \beta } на пряму, що проходить через {\displaystyle \alpha }, є напівцілим добутком {\displaystyle \alpha }. Тобто
{\displaystyle \langle \beta ,\;\alpha \rangle =2{\frac {(\alpha ,\;\beta )}{(\alpha ,\;\alpha )}}\in \mathbb {Z} .}

Беручи до уваги властивість 3, умова цілісності еквівалентна твердженню, що різниця між {\displaystyle \beta } та його відображенням {\displaystyle \sigma _{\alpha }(\beta )} дорівнює корню {\displaystyle \alpha }, помноженому на ціле число. Слід зазначити, що оператор
{\displaystyle \langle \cdot ,\;\cdot \rangle \colon \Phi \times \Phi \to \mathbb {Z} },
визначений властивістю 4, не є скалярним добутком. Він не симетричний і лінійний лише за першим аргументом.

## Приклади системи коренів рангу 1 і рангу 2
Існує тільки одна система коренів рангу 1, вона складається з двох ненульових векторів {\displaystyle \{\alpha ,\;-\alpha \}}. Ця система називається {\displaystyle A_{1}}.
У ранзі 2 існують чотири можливі варіанти {\displaystyle \sigma _{\alpha }(\beta )=\beta +n\alpha }, де {\displaystyle n=0,\;1,\;2,\;3}.
| Система коренів A 1 × A 1 {\displaystyle \scriptstyle {A_{1}\times A_{1}}} | Система коренів A 2 {\displaystyle \scriptstyle {A_{2}}} |
| Система коренів {\displaystyle A_{1}\times A_{1}}                          | Система коренів {\displaystyle A_{2}}                    |
| Система коренів B 2 {\displaystyle \scriptstyle {B_{2}}}                   | Система коренів G 2 {\displaystyle \scriptstyle {G_{2}}} |
| Система коренів {\displaystyle B_{2}}                                      | Система коренів {\displaystyle G_{2}}                    |